# Montezumastirnvogel
Der Montezumastirnvogel (Psarocolius montezuma, Syn.: Gymnostinops montezuma) ist ein mittelamerikanischer Singvogel aus der Familie der Stärlinge.

## Merkmale

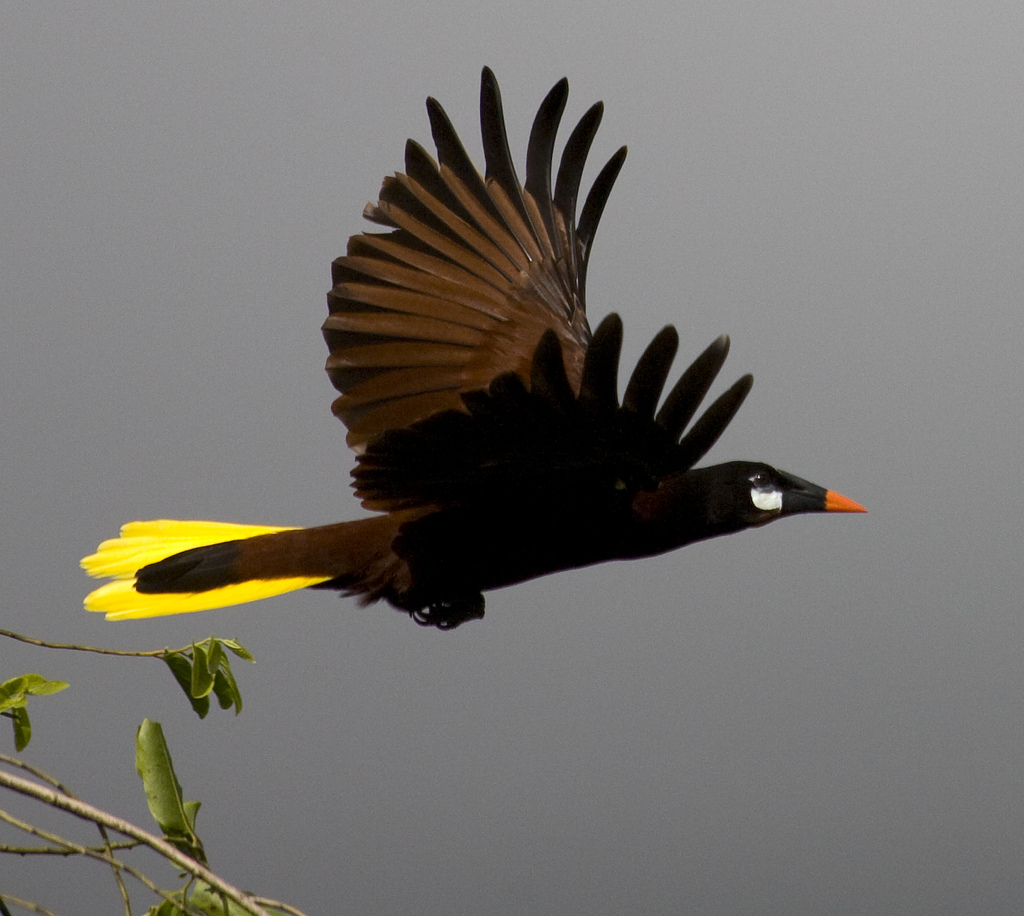
Montezumastirnvogel im Flug

Das Gefieder des Männchens ist großteils kastanienbraun gefärbt, mit schwarzem Kopf und Rumpf. Die Schwanzfedern sind gelb, mit zwei dunkleren Innenfedern. Die nackten Wangen sind blau und weisen rosa Hautlappen auf. Die Iris ist braun und der lange Schnabel schwarz mit roter Spitze.
Das Weibchen sieht dem Männchen ähnlich, hat aber kleinere Hautlappen. Die Jungvögel sind weniger farbenfroh. Während das Weibchen bei 38 cm Länge nur 230 g schwer wird, wiegt das bis zu 50 cm lange Männchen bis 520 g.

## Verhalten
Der Montezumastirnvogel sucht in kleinen bis größeren Trupps in Bäumen nach kleinen Wirbeltieren, großen Insekten, Nektar und Früchten wie Bananen.

## Vorkommen
Dieser Standvogel lebt im Flachland an der Karibikküste von Südost-Mexiko bis nach Zentral-Panama, nicht jedoch in El Salvador und im südlichen Guatemala. An der Pazifikküste ist er in Nicaragua und im nordwestlichen Costa Rica zu sehen. Dort bewohnt er die Baumkronen und Ränder von Wäldern und alte Pflanzungen.

## Brutbiologie

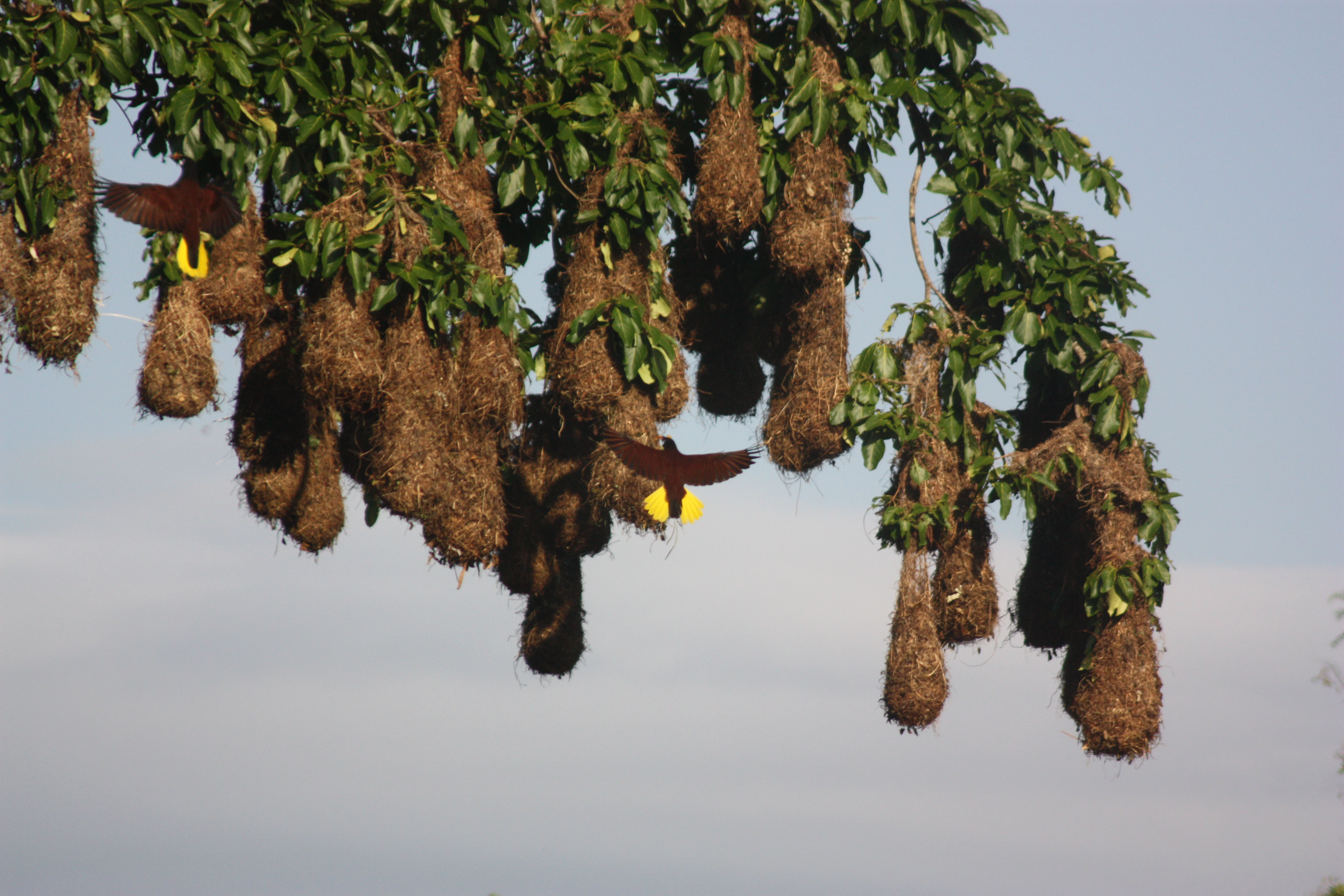
Hängende Nester von Montezumastirnvögeln

Der Montezumastirnvogel brütet in Kolonien mit rund 30 Nestern, es wurden aber auch schon 172 Nester in einer Kolonie gezählt. In jeder Kolonie dominiert ein Männchen, das sich nach einer aufwendigen Balz mit den meisten Weibchen paart. In einem 60–180 cm langen Hängenest legt das Weibchen zwei weiße bis beige, dunkel gesprenkelte Eier, die 15 Tage bebrütet werden. Mit 30 Tagen werden die Jungvögel flügge.